# Городская усадьба П. И. Демидова — А. Б. Куракина
Главный дом городской усадьбы П. И. Демидова — А. Б. Куракина — здание XVIII века, расположенное в Басманном районе Москвы по адресу Старая Басманная улица, д. № 21/4. Возведённое в 1801 году по проекту архитектора Р. Р. Казакова в качестве дворца для князя А. Б. Куракина, впоследствии неоднократно перестраивалось. До революции здесь последовательно находились Константиновский межевой институт, архив Министерства юстиции, Александровское коммерческое училище; в советское время — Институт химического машиностроения.

## История

### Дворец Куракина
В XVIII веке владение в Басманной слободе принадлежало кригскомиссару П. И. Демидову. В 1798 году его выкупил сенатор, действительный тайный советник и дипломат из рода Куракиных, «бриллиантовый князь» Александр Борисович Куракин. Проект двухэтажного дворца в классическом стиле разрабатывал архитектор Родион Родионович Казаков. По словам историка С. К. Романюка,
Куракинский дворец, оконченный в 1801 г., был протяжённым зданием, фасад которого делился на три части: в центре находился ризалит с шестиколонным портиком и рустованным первым этажом, а по бокам два других ризалита с двумя парами колонн, несших антаблемент; позади располагался полукруг хозяйственных служб, большая конюшня на 30 лошадей, каретный сарай на 18 экипажей, а за ними — обширный сад.
«Алмазный князь», славившийся своими костюмами, украшенными драгоценными камнями, не поскупился и на внутреннюю отделку своего дворца: здесь находились изысканная мебель из ценных пород дерева, позолоченные люстры, дорогие ковры и редкие произведения живописи. В отделке Куракинской усадьбы принимал участие известный живописец Джованни Скотти. Известно, что внутреннее убранство дома произвело большое впечатление на французскую художницу Луизу Виже-Лебрен.
Несмотря на фундаментальный подход к строительству и обустройству московской усадьбы, князь бывал в ней только наездами (помимо московского дворца в Басманной слободе, ему также принадлежали усадьба Надеждино и дача в восточном пригороде Петербурга; кроме того, он много времени проводил в заграничных поездках). Во время своих визитов в Москву, он устраивал здесь роскошные приёмы и балы, принимал высокопоставленных гостей.
В сентябре 1826 года на бал во дворец Куракина после встречи в Кремле с А. С. Пушкиным приезжал император Николай I.
Александр Борисович Куракин был одиозной фигурой, и в светском обществе о нём ходило много слухов и легенд. Князь не был женат и вёл весьма бурную личную жизнь. По одному из преданий, двухэтажный полуциркульный корпус позади дворца на Старой Басманной предназначался князем для гарема.

### Общественное здание
В 1818 году князь Куракин скончался. В 1836 году его наследники, — внебрачные дети бароны Вревские, — продали дворец в казну. С тех пор здание усадьбы последовательно занимали различные учебные заведения и административные учреждения:
1836—1873 — Константиновский межевой институт (с 1849 по 1867 носил название военизированный Межевой корпус по подготовке профильных инженеров). Для размещения учебного заведения была проведена реконструкция здания под руководством архитектора Евграфа Дмитриевича Тюрина. Были оборудованы астрономическая обсерватория, литография и аптека. С этим институтом связаны имена писателя С. Т. Аксакова (был первым директором), В. Г. Белинского (преподавал русский язык), Ф. М. Достоевского (неоднократно бывал в гостях у своей сестры В. М. Ивановой, имевшей здесь казённую квартиру).
1873 — середина 80-х годов IX века — архив Министерства юстиции, в котором работали такие известные историки, как В. О. Ключевский, С. М. Соловьёв, И. Е. Забелин, Н. И Костомаров.
1880-е — 1918 — Александровское коммерческое училище и его Попечительский совет во главе с Н. А. Найденовым. Здесь учились представители многих известных купеческих родов — Морозовы, Хлудовы, Перловы; членами совета являлись известные меценаты братья Третьяковы. В этот период здание вновь перестраивают по проекту архитектора Б. И. Фрейденберга.
1920—1934 — Промышленно-экономический институт имени А. И. Рыкова (позднее преобразован в Финансово-экономический институт). В это время здание наращивается двумя дополнительными этажами.
С 1934 — Институт химического машиностроения. В годы Великой Отечественной войны в его мастерских изготавливали некоторые запчасти для «Катюш».
После пожара 1990 года здание было отремонтировано, в 1996 году к нему достроили еще один этаж. В настоящее время здесь размещаются факультет гуманитарных наук Высшей школы экономики, один из банков и Институт инженерной экологии и химического машиностроения, реорганизованный в 2012 году.